# Lanzador de flores
Lanzador de Flores, Bombardero de Flores, Ira o El Amor está en el Aire es una obra creada con platillas y spray en Beit Sahour, Cisjordania, a manos del artista grafitero Banksy, mostrando a un hombre o un soldado enmascarado que lanza un ramo de flores. Considerada una de las obras más icónicas de Banksy, la imagen ha sido ampliamente replicada.
Se inspiró en imágenes de las protestas de la década de 1960, como la fotografía de Bruno Barbey de Mayo de 1968 en Francia, día de protestas en Francia. (Ej. su fotografía del Boulevard Saint Germain, sexto distrito, París, Francia. 6 de mayo de 1968).
Una versión anterior fue dibujada por Banksy en 1999 y presentada en su primera exhibición el año 2000.

## Lanzamiento de estudio
El Lanzador de Flores se publicó como una edición serigrafiada de 150 versiones firmadas y 600 versiones sin firmar para los editores de Pictures on Walls el 2003. La obra presenta el motivo del enmascarado sobre un fondo rojo.
El motivo también se utilizó sobre un texto rojo de СССР el 2003 en una edición conocida como CCPP Love is in the Air de 8 a 10. El 13 de julio de 2023 se vendió un ejemplar de CCPP Love is in the Air por 53,340£ como recompensa en una subasta de ''New York'' de la casa de subastas Phillips de Londres.